# Aenictus fergusoni
Aenictus fergusoni é uma espécie de formiga do gênero Aenictus.